# Carlos Vera (periodista)
Carlos Edmundo Juan de Dios Vera Rodríguez (Bahía de Caráquez, Manabí, 8 de marzo de 1955) es un periodista y político ecuatoriano. Practicó el periodismo de investigación y fue entrevistador durante 30 años. Desde el 2009 incursionó en la política ecuatoriana como parte del Movimiento Cívico Madera de Guerrero, y luego postulándose como asambleísta nacional por la alianza del movimiento en conjunto con el PSC, sin obtener un curul.

## Trayectoria
Estudió derecho en Pontificia Universidad Católica del Ecuador durante tres años no consecutivos (1975, 1980, 1984), pero nunca llegó a terminar la carrera.
Se inició como reportero de noticias en 1975 (canal 8 de Quito-Ecuavisa) y después tomó un curso de especialización como productor de noticias en TV en el World Press Institute de Saint Paul (Minnesota).
En 1979 entrevistó al 5 veces expresidente José María Velasco Ibarra en el avión que lo trasladaba a Quito desde Argentina con los restos de su esposa, fallecida en Buenos Aires, gracias a lo cual Vera ganó notoriedad en los medios de comunicación de su país. También realizó y condujo el programa investigativo Informe Especial; luego, En directo, junto a Polo Barriga, hasta 1980, entre otras producciones.
Ese año nació su primer hijo, Carlos Andrés Vera Ribadeneira. Desde entonces, ha tenido 5 hijos más con 3 de sus 4 esposas: Juan José, Nicolás, Martina, Cira Victoria y Ana Cristina.
Trabajó en varios medios como presentador de noticias, entrevistador y conductor de programas de opinión en radio y T.V. Fue también articulista en El Universo, El Diario, El Comercio, La Otra y la revista quincenal Vistazo. Ha ganado varios premios, entre los que se destacan: 1 de agencia EFE, 3 Ochos de Oro en Ecuador, 6 ITV, 1 de la UNP. Durante ocho años presentó los programas Contacto Directo y Cero Tolerancia, en el canal Ecuavisa. 
Vera, desde sus funciones como periodista jugó un papel político al apoyar en 2.ª vuelta la candidatura de Rafael Correa en las elecciones presidenciales de 2006 y criticar frontalmente al multimillonario Álvaro Noboa tal como lo había hecho en elecciones pasadas al declarar abiertamente sus preferencias políticas desde el periodismo, como cuando declaró en 1.ª vuelta que su candidato era León Roldós el 21 de agosto de 2006 en el programa Contacto Directo.
Una vez fuera de la TV, abrió un canal digital en YouTube y lanzó su primer libro, Nunca mordaza, sobre la libertad de expresión y su paso por diversos canales de televisión.

## Cargos públicos
Su primer cargo público fue el de Ministro de Información y Turismo en el gobierno de Sixto Durán Ballén (1992-1994), el cual asumió tras la súbita muerte del anterior titular, Pedro Zambrano Izaguirre, en un accidente aéreo en Quito en los días finales de 1992. Zambrano fue amigo y mentor de Vera así como ejecutivo de medios manabitas, entre ellos El Diario y Manavisión; en este último Vera fue anfitrión de programas de opinión y presentador de noticias durante la segunda mitad de los 80s.
Su fugaz paso por el ministerio no estuvo exento de polémicas: en 1993 se reportó que en la invitación a su fiesta de cumpleaños se pedía como regalo un aporte para una Chevrolet Blazer. En su defensa Vera argumentó que el vehículo no era para él, sino para una obra social. La prueba de ello, según Vera, era que en la invitación no decía "mi regalo", sino "el regalo", a pesar de que en su argumento nunca se aclara para quien sería  "el regalo" o si se trataría de una donación, lo que, según Vera, estaba implícito para todo buen entendedor y sobre todo, para evitar ser tildado por detractores como "el niño de la caridad". 
Vera criticó el hecho de que pese a que permitió la permanencia de un equipo periodístico que entró sin invitación a la fiesta, porque no tenía nada que ocultar, la prensa haya armado un escándalo. Vera no tuvo reparos en responsabilizar, por lo que consideró era una campaña orquestada de injurias y calumnias contra él y otros funcionarios del gobierno, a los simpatizantes del expresidente socialdemócrata Rodrigo Borja Cevallos; los tildó de “socialplutócratas” y dijo que era una venganza de éstos por denuncias y acusaciones de corrupción hechas por él desde el periodismo durante ese gobierno. Luego de surgida la polémica, los 13 millones de sucres reunidos (cantidad inferior al precio de un vehículo funcional) fueron donados a Mi Caleta, un centro de atención a niños de la calle dirigido por el padre salesiano Eduardo Delgado.
Los roces con otros funcionarios de la administración tampoco faltaron: el ministro de Gobierno Marcelo Santos “lo mandó a callar” tras dar cuenta de una supuesta intención por parte de Vera de erigirse como vocero gubernamental y buscar protagonismo. También sucedió que, al oponerse públicamente a la elevación de los sueldos a los ministros, la hija y asistente del presidente; Alicia Durán Ballén, le replicó: "si no está de acuerdo que renuncie".
Durante su periodo ministerial se encargó, en algunas ocasiones, de organizar personalmente las cadenas nacionales de radio y televisión para el presidente, junto a promocionar las bondades turísticas del país mediante frecuentes viajes al extranjero, si bien se le terminó cuestionando la falta de una eficaz política de comunicación. Vale destacar de su gestión la organización exitosa (y en tiempo récord) de la Copa América 1993, como lo ha relatado el propio Durán-Ballén. Tras su paso por el gobierno de Durán-Ballén, retornó al periodismo. Sin embargo posteriormente asumiría como director alterno por Ecuador y Chile ante el Banco Interamericano de Desarrollo en WDC durante el mandato de Abdalá Bucaram en 1996-97.

## Actividades políticas
Vera intentó en 2010 reunir firmas para revocar el mandato del presidente Rafael Correa. Publicó un segundo libro, Cómo lo sacamos, y fue candidato nacional por el partido político PSC en alianza con el conservador Movimiento Cívico Madera de Guerrero a la Asamblea Nacional en las elecciones legislativas de 2013, pero no consiguió el escaño, habiendo alcanzado una votación de 726.000 votos según el Consejo Nacional Electoral.
Su participación es más visible en redes sociales y fue catalogado en el 2015 por una firma especializada en comunicación como el sexto político más influyente del país en medios virtuales con un índice de influencia de 44.4 sobre 100 por debajo del presidente Rafael Correa (77.9), Jorge Glas (52.1), José Serrano (50.4), Jaime Nebot (47.6) y Mauricio Rodas (45.7).

## Retorno al periodismo
Vera no trabajó como periodista desde su renuncia a la conducción del programa “Contacto Directo” de la cadena Ecuavisa en 2009. Se ha desempeñado más como asesor en comunicación política y media training. El 18 de agosto de 2014 retornó a la conducción de entrevistas con el programa “Ahora… a quemarropa!", aunque afirmó que ello “no implica retomar el periodismo” ni una contradicción a sus propias aseveraciones. Desde 2018 es productor y conductor del programa "Veraz", emitido los domingos por Canal Uno y, posteriormente, por el medio digital La Posta. Desde enero de 2021 es conductor y director del espacio de entrevistas y opinión "Vera ¡A su manera!", emitido de lunes a viernes y los domingos por TC Televisión. El 24 de abril del 2022, Vera reveló a través de un video subido en las redes sociales que su programa ' Vera a su Manera' no va más en el canal, debido a que el canal terminó unilateralmente su contrato, por el cual Vera anunció su salida de TC Televisión.

## Controversias
Carlos Vera ha sido cuestionado en múltiples ocasiones por su incidencia en la discusión política a favor de gobiernos afines, principalmente durante los mandatos de Guillermo Lasso y Daniel Noboa, mientras que es una de las figuras más reconocidas en oposición a Rafael Correa.Vera es particularmente activo en la red social Twitter donde constantemente difunde su contenido, enfrenta a sus críticos y posiciona su agenda frente a sus rivales políticos. 
Sobre Vera se ha dicho que es conocido por tener "exabruptos violentos",en 2022 se vio envuelto en un escándalo por insultar en vivo a uno de los colaboradores en su programa Vera ¡A su manera!, provocando la renuncia del colaborador y el escarnio público de diferentes sectores de la sociedad ecuatoriana.En 2023 ocurrió un episodio similar cuando humilló en vivo a otro de sus colaboradores, provocando nuevas críticas sobre sus actitudes y profesionalismo.Ese mismo año fue acusado de machismo por emitir comentarios en contra de la posibilidad de que una mujer esté a cargo de la cartera de seguridad del Estado, e incluso fue denunciado ante el Tribunal Contencioso Electoral por presunta violencia política de género en contra de Priscila Schettini.
La figura polémica de Vera lo ha enfrentado también a actos de violencia en su contra. En 2023 fue uno de los periodistas que habrían sido víctimas de un intento de homicidio al ser destinatario de un sobre con material explosivo, que fue interceptado por la Policía Nacional del Ecuador.Este acontecimiento no habría sido la primera ocasión en la que Vera sufría de amenazas contra su vida, motivo por el cual ha contado con seguimiento policial, e incluso llegó a transportarse en un vehículo proporcionado por el Estado, sobre el que Vera se quejó por estar en mal estado.

## Trayectoria

### Programas de televisión
- (2021-2022) Vera ¡A su manera! - TC Televisión
- (2002-2009) Cero Tolerancia - Ecuavisa
- (2002-2009) Contacto Directo - Ecuavisa
- (1996) Máximo Nivel - TC Televisión
- (1996) Hora Clave – Gamavisión
- (1996) Noticiero Medio Día - Gamavisión
- (1995-1996) En la Mira - Gamavisión
- (1990) Ultima Hora - Gamavisión
- (1989-1990) Sonovisión - Gamavisión
- (1988) Dialogo a Fondo -  Telecentro
- (1987-1988) Notivisión - Manavisión
- (1983-1984) Especial Internacional - Telecentro
- (1983-1984) Noti 10 - Telecentro
- (1981-1983) Un día en la Vida de - Telecuatro, Teletrece y Telecentro
- (1980–1988) Ante las Urnas - Telecentro
- (1980–1981) Minuto a Minuto - Telecentro
- (1980–1981) Debate -  Telecuatro y Manavisión
- (1978–1985) Informe Especial - Canal 8 de Quito (actualmente Ecuavisa)

### Como director
- (2021-Act) Vera ¡A su manera! - YouTube (anteriormente por TC Televisión)
- (2018-Act) Veraz - La Posta (anteriormente por Canal Uno)
- (2002-2009) Cero Tolerancia - Ecuavisa
- (2002-2009) Contacto Directo - Ecuavisa
- (1996) Máximo Nivel - TC Televisión
- (1996) Hora Clave - Gamavisión
- (1996) Noticiero Medio Día - Gamavisión
- (1995-1996) En la Mira - Gamavisión

### Programas digitales
- (2018-Act) Veraz - La Posta (anteriormente por Canal Uno)